# Lodge Pole
Lodge Pole – jednostka osadnicza w Stanach Zjednoczonych, w stanie Montana, w hrabstwie Blaine.